# Chivas (rapper)
Chivas, pseudonimo di Krystian Gierakowski (Zgierz, 23 aprile 1998), è un rapper e cantante polacco.

## Biografia
Inizia la sua carriera musicale nel 2018, supportato dall'etichetta GUGU. Il 21 maggio 2021 pubblica il suo primo album in studio Nauczyłem się przeklinać, che vede la partecipazione dei rapper White 2115 e Szpaku. Il 22 settembre 2022 è la volta del secondo album, dal titolo Młody say10, che raggiunge il primo posto della classifica polacca.
Il suo terzo album, Deathcore, viene reso disponibile il 25 gennaio 2024, e contiene collaborazioni con Bedoes 2115 e White 2115. Nello stesso anno pubblica anche l'EP Lato 2024.

## Stile musicale
Apprezzato per i suoi testi riflessivi, Chivas propone sonorità che uniscono elementi hip hop, rock e di elettronica.

## Discografia

### Album in studio
- 2021 – Nauczyłem się przeklinać
- 2022 – Młody say10
- 2024 – Deathcore

### EP
- 2024 – Lato 2024